# Mnesicles
Mnésicles foi um arquitecto ateniense da Grécia Antiga, activo em meados do século V a.C. na era de Péricles, que se crê ser o autor do templo Erectéion e do seu famoso pórtico das cariátides, em Atenas, construído entre 421 a.C. e 405 a.C., aproximadamente. Plutarco (Péricles, 13) identifica-o como o arquiteto dos Propileus , a porta de entrada de Péricles para a Acrópole ateniense.